# ماساکو ساکاموتو
ماساکو ساکاموتو (انگلیسی: Masako Sakamoto؛ زادهٔ ۱۰ اکتبر ۱۹۷۲) بدمینتون‌باز زن اهل ژاپن بود.